# 闔閭
闔閭（こうりょ）は、中国春秋時代の呉の第6代王。姓は姫。諱は光。闔閭は号。家臣の孫武・伍子胥などの助けを得て、呉を一大強国へと成長させ覇を唱えたが、越王勾践に敗れ、子の夫差に復讐を誓わせて没した。春秋五覇の一人に数えられることがある。闔廬とも表記される。

## 略歴

### 王位争い
『史記』呉太伯世家によると、呉の初代王寿夢の長男は諸樊であった。寿夢にはこれ以外に3人の子がおり、中でも末子の季札は賢人として名が高かった。寿夢もそれに期待して季札を王にしたいと願っていた。しかし季札は兄を差し置いて自分が王位に即くことに抵抗し、受けようとしなかった。そこでまず諸樊が王位を継ぎ、その後を寿夢の次男の余祭が継ぐなど兄弟継承の順に続けて、最後に季札に王位が回るようにした。しかし季札は寿夢の三男の余昧から王位を譲られようとした所で、これを拒否して逃亡してしまい、王位は結局、余昧の子である僚へと継承されることになった。
これに光は不満を抱いた。今まで兄弟の間で順番に王位を回してきたのだから季札が王になるのならともかく、季札が王位を辞退した後は順番どおりに諸樊の子である自分が王位を継ぐべきではないかと、判断した。彼はその不満を隠しつつ僚に仕え、将軍として活躍していた。その折、楚より伍子胥が亡命してきて光の野望を察し、暗殺の実行犯に専諸を推薦した。呉王僚12年（紀元前515年）夏4月、光は僚を宴会に招待した。光の命で専諸は僚の元へ魚料理を運び、魚の中に仕込んでいた匕首を持って僚を一突きにして殺し、専諸自身も護衛に殺されたと記されている。このため、王位についた光こと闔閭は専諸の子を卿に任命した。
しかし、『春秋左氏伝』では、寿夢（乗）が逝去し、後を継いだ長男の諸樊（遏）は諸樊13年（紀元前548年）冬12月に楚に討伐し、楚将で巣の牛臣と戦い戦没した。次弟の余祭は余祭4年（紀元前544年）、脚を切断され門衛にされた越の捕虜によって惨殺された。三弟の余昧（夷末）は余昧4年（紀元前527年）正月に逝去した。四弟の僚（州于）がその後を継いだと記されている。つまり、季札は僚の叔父ではなく弟であり（同時に僚は季札のすぐ上の兄である）、余昧の子である光（闔閭）にとってもいとこではなく、叔父に当たる僚に対してクーデターを起こしたことになり、『史記』との記述が食い違う部分が多く、僚に至る「兄弟相続」としては順当という見方もある。
また、寿夢・季札の逸話に関しては、同様の話が伯夷・叔斉や古公亶父・季歴など多く見られるが、これは兄弟相続・末子相続の風習を儒教的な美談に仕立て上げたものではないかと疑う学者も多い。

### 即位後
光は即位して呉王闔閭となった。伍子胥・孫武などを擁して超大国の楚と何度も対決し、闔閭9年（紀元前506年）の柏挙の戦いでは楚の首都の郢を陥落させる大戦果を挙げた。しかし本国が越王允常によって攻め入られ、さらに弟の夫概が王を名乗って呉を乗っ取ろうとしたため、郢より脱した楚王を追撃せず、慌てて本国へ戻ってこれを平定した。
闔閭19年（紀元前496年）、越王允常が逝去して太子勾践が父の後を継ぐという報告を受け、10年前の恨みを晴らし出る杭を叩くべく欈李の戦いを起こし越へと攻め込んだ。しかし、欈李（現在の浙江省嘉興市海寧市）で、越の将軍の范蠡の奇策の前に敗れ、越の武将である霊姑孚が放った矢によって足の親指に矢傷を負い、これが元で病を得て死去した。臨終の際に、次男の夫差に対して「勾践が父を殺したことを忘れるな」と遺言し、復讐を誓わせた。